# Castillo del Cuadrón
El castillo del Cuadrón o de Santa Ana era una fortificación española situada en el término municipal de Auñón, entre la capital municipal y la localidad de Sayatón, y a la orilla derecha del río Tajo, en la parte norte del actual embalse de Bolarque, en la provincia de Guadalajara. En septiembre de 2010 se derrumbaron los restos que quedaban de su torreón.

## Descripción
En su origen se trataba de una atalaya de planta cuadrada de unos diez metros de lado y unos quince de alto, repartidos en tres pisos. El bajo se coronaba por una bóveda de crucería; el medio por una bóveda de cañón, apuntada y soportada por dos arcos fajones, y el superior se trataba de una terraza rodeada por almenas. En el muro de la planta baja hay un escudo de Castilla que presenta aún restos de policromía. Para acceder de una planta a otra existía una empinada escalera que iba por el interior del muro.
Rodeando la torre había una barbacana cuadrangular de un metro de espesor y cuatro torretas a las esquinas y junto a la puerta, situada al noroeste. Estaba rodeada por un foso que lo hacía más inaccesible. Toda la construcción, tanto la torre como la barbacana, estaba hecha a través de sillarejo calizo reforzado con piedra sillar en las esquinas.
Desde 1812 y hasta de su derrumbe total a finales de septiembre de 2010, de la fortificación tan sólo quedaba media torre mirando al oeste y vestigios esparcidos de los antiguos muros de la parte caída de la torre y de la barbacana.

## Historia
Fue construido en el siglo XV por la Orden de Calatrava, dueña de parte de la Alcarria Baja, en la guerra que se libró en su seno entre Alonso de Aragón, maestre de la Orden, y Juan Ramírez de Guzmán, autoproclamado maestre. Cuando toda la encomienda de Zorita se puso de parte de Ramírez, tan solo Auñón permaneció fiel a Alonso, quien mandó construir la torre del Cuadrón, con su barbacana exterior, para la mejor defensa de la zona.
En el siglo XVI ya aparecía abandonado de sus funciones militares y posteriormente sirvió como ermita adscrita a la localidad. Fue dinamitada y destruida por los lugareños durante la guerra del Francés para evitar que cayese en manos y fuera usado por las tropas fieles a José I.